# Boardwalk Loop Trail
Le Boardwalk Loop Trail est un sentier de randonnée du comté de Richland, en Caroline du Sud, aux États-Unis. Ce boardwalk situé au sein du parc national de Congaree constitue une boucle de 2,4 milles au départ de son office de tourisme, le Harry Hampton Visitor Center. Il permet d'observer des cyprès chauves et rapproche le marcheur du lac Weston. Il croise notamment le Sims Trail.